# Dalla Dalla
"Dalla Dalla" (thường được viết cách điệu là "DALLA DALLA", tiếng Hàn: 달라달라, có nghĩa là Khác biệt Khác biệt) là đĩa đơn debut của nhóm nhạc nữ Hàn Quốc ITZY được phát hành bởi JYP Entertainment vào ngày 12 tháng 2 năm 2019. "DALLA DALLA" được phát hành cùng với video âm nhạc và được tạo ra với tư cách là một đĩa đơn nhạc số với tựa đề "IT'z Different" cùng với một bài hát B-side mang tên "WANT IT?". Phiên bản remix của bài hát xuất hiện trong EP thứ nhất của nhóm mang tên "IT'z ICY".

## Sáng tác
"DALLA DALLA" được viết bởi một nhóm sản xuất nhạc mang tên "Galactika (별들의전쟁)". Ở bài hát này, ITZY đã thể hiện phong cách khác biệt của mình. "Dalla (달라)" có nghĩa là "khác biệt" trong tiếng Hàn, một số lời trong bài hát như: "I'm different from other kids (Tôi khác xa với những đứa con gái khác)",  "Don't try to measure me by your standards (Đừng đánh giá tôi theo tiêu chuẩn của bạn", "I love myself, I'm somewhat different, yeah (Tôi yêu bản thân mình, tôi là điều gì đó thật sự khác biệt, yeah), "I'm different from you (Tôi hoàn toàn khác biệt với bạn)".

## Video âm nhạc
Vào thời điểm được đăng tải, video âm nhạc "DALLA DALLA" đã trở thành video âm nhạc debut nhiều đạt lượng người xem nhất của một nhóm nhạc trong 24 giờ đầu với 17,1 triệu lượt xem, vượt xa kỉ lục được xác lập trước đó bởi "La Vie en Rose" của nhóm IZ*ONE với 4,5 triệu lượt xem trong 24 giờ đầu. "DALLA DALLA" cũng trở thành video âm nhạc đạt 100 triệu lượt xem nhanh nhất sau 1 tháng 28 ngày kể từ thời điểm đăng tải. Đạo diễn của video âm nhạc là Naive Creative Production. Video âm nhạc này còn lọt vào bảng xếp hạng "Video Âm Nhạc YouTube Phổ Biến Nhất Hàn Quốc 2019" ở thứ hạng thứ 2 cùng với video âm nhạc khác mang tên "ICY" nằm trong EP "IT'z ICY" của nhóm ở vị trí thứ 9. Ở thời điểm hiện tại, video âm nhạc đã có hơn 160 triệu lượt xem trên YouTube.

## Quảng bá
ITZY đã phát sóng một buổi trực tiếp có tên "The 1st Single Live Premiere" trên Naver V Live để kỉ niệm lần debut của nhóm, ITZY cũng biểu diễn vũ đạo của cả bài hát lần đầu tiên. ITZY quảng bá "DALLA DALLA" ở một số chương trình âm nhạc như M Countdown, Music Bank, Show! Music Core, Inkigayo và Show Champion vào ngày 14, 15, 16, 17 và 20 tháng 2.

## Bảng xếp hạng
"DALLA DALLA" nằm ở vị trí thứ 5 ngay khi vừa được phát hành trên bảng xếp hạng Gaon Digital Chart sau đó leo lên vị trí cao nhất là 2 sau 3 tuần kể từ ngày phát hành. "DALLA DALLA" cũng đạt vị trí cao nhất là 2, 2, 20 và 31 ở các bảng xếp hạng lần lượt là K-pop Hot 100, World Digital Song Sales của Billboard, RMNZ Hot Singles và Billboard Japan Hot 100. "DALLA DALLA" cũng đứng ở vị trí thứ 6 trên bảng xếp hạng Gaon Mid-Year Digital, Tải nhạc và Stream.
Tháng 10 năm 2019, "DALLA DALLA" đạt mốc 100 triệu lượt stream trên Gaon Music Chart, giúp nhóm nhận được chứng nhận Bạch kim dành cho single đầu tiên của nhóm. Đây là bài hát debut đầu tiên của một nghệ sĩ đạt được chứng nhận này kể từ khi các chứng nhận lần đầu tiên được giới thiệu từ tháng 4 năm 2018.

## Danh sách đĩa nhạc
| IT'z Different   | IT'z Different           | IT'z Different         | IT'z Different                                                                     | IT'z Different               | IT'z Different |
| STT              | Nhan đề                  | Phổ lời                | Phổ nhạc                                                                           | Arrangement                  | Thời lượng     |
| ---------------- | ------------------------ | ---------------------- | ---------------------------------------------------------------------------------- | ---------------------------- | -------------- |
| 1.               | "DALLA DALLA" (달라달라) | Galactika              | Galactika Athena                                                                   | Galactika                    | 3:21           |
| 2.               | "WANT IT?"               | Lee Seu-ran Tommy Park | Emile Ghantous Keith Hetrick Allison Gillis Aimee Proal Whitney Phillips Erin Beck | Emile Ghantous Keith Hetrick | 3:21           |
| Tổng thời lượng: | Tổng thời lượng:         | Tổng thời lượng:       | Tổng thời lượng:                                                                   | Tổng thời lượng:             | 6:42           |

## Bảng xếp hạng
| Bảng xếp hạng (2019)                                  | Vị trí cao nhất |
| ----------------------------------------------------- | --------------- |
| Nhật Bản (Japan Hot 100)                              | 31              |
| Malaysia (Recording Industry Association of Malaysia) | 8               |
| New Zealand (Recorded Music NZ)                       | 20              |
| Singapore (Recording Industry Association)            | 3               |
| Hàn Quốc (Gaon)                                       | 2               |
| Hàn Quốc (K-pop Hot 100)                              | 2               |
| Hoa Kỳ (World Digital Song Sales)                     | 2               |

## Chứng nhận
</ref>
| Quốc gia                                 | Chứng nhận | Số đơn vị/doanh số chứng nhận |
| Streaming                                | Streaming  | Streaming                     |
| ---------------------------------------- | ---------- | ----------------------------- |
| Hàn Quốc                                 | Bạch kim   | 100.000.000                   |
| * Chứng nhận dựa theo doanh số tiêu thụ. |            |                               |